# Canaria/Sole lucente
Canaria/Sole lucente è un singolo di Carla Boni e Gino Latilla pubblicato nel 1954. 

## Il disco
I brani furono registrati il 10 e l'11 giugno 1954; in entrambi è presente l'orchestra diretta dal maestro Cinico Angelini.

## I brani

### Canaria
Canaria è un brano musicale scritto da Nisa per il testo e da Aldo Maietti e Lafardo (pseudonimo di Alfredo Maietti) per la musica.

### Sole lucente
Il tema musicale di Sole lucente, composto dal maestro Alessandro Cicognini su testo di Nisa, è il main-theme della colonna sonora, composta sempre dal maestro Alessandro Cicognini, del film Pane, amore e fantasia (1953) di Luigi Comencini con Gina Lollobrigida e Vittorio De Sica.

## Tracce
1. Canaria
2. Sole lucente

## Reinterpretazioni
- Il brano Sole lucente è stato reinterpretato nel 2014 da Antonella Ruggiero e inserito nel disco I capolavori di Alessandro Cicognini di Davide Cavuti. Questa versione è inserita nei titoli di coda del film-documentario Un’avventura romantica (2016) di Davide Cavuti.